# Gaig blau capblanc
El gaig blau capblanc  (Coracias cyanogaster) és una espècie d'ocell de la família dels coràcids (Coraciidae) que habita els boscos d'Àfrica Subsahariana, des del Senegal, Guinea i nord de Sierra Leone, cap a l'est fins a la República Centreafricana i l'extrem meridional del Sudan.